# Reinos Tsonga

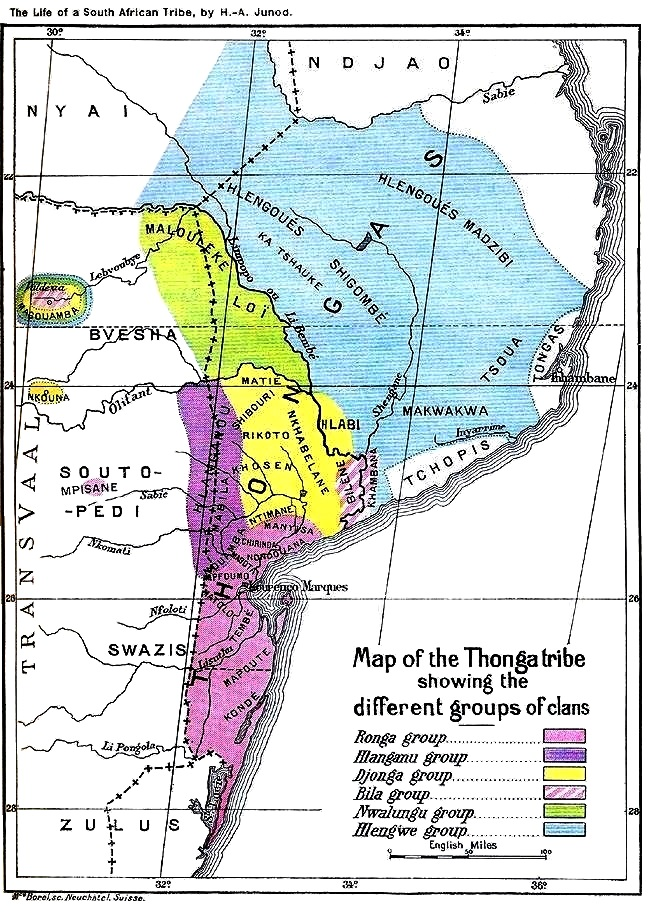
Os povos tsonga

Os reinos tsonga eram um conjunto de pequenos estados no sul de Moçambique da etnia tsonga, que os portugueses denominavam de landins e que no início do séc. XIX contabilizavam cerca de vinte reinos independentes. Os mais conhecidos eram os reinos de Maputo, Niaca, Matola, Tembe, Mafumo, Mabotsa e Magaia. A sua riqueza estava dependente da agricultura e do comércio, como a venda de cobre, escravos e marfim. A população tsonga aumentou após os portugueses terem introduzido o milho na região. Quando se deu o mfecane e as invasões angunes, os tsonga angunizaram-se, adoptando a criação de gado. Muitos tsonga serviram como soldados no exército português. Em finais do séc. XIX, estes reinos foram incorporados na província de Moçambique pelos portugueses.